# Mindenütt jó, de legjobb otthon (Lost)

## Első rész
|  | Alább a cselekmény részletei következnek! |

### Az előző rész tartalmából
Keamy a másodlagos protokoll segítségével kiderítette, hogy Ben hova igyekszik eljutni. Frank visszavitte őket a Szigetre, közben észrevétlenül ledobott egy műholdas telefont a partra. Locke eközben Christian Shephardtől, Jacob „helyettesétől” megtudta, hogy az egyetlen mód a Sziget megmentésére az, ha elköltöztetik.

### A folytatás - Flashforward 1
Két pilóta beszélget egy repülőgépen. Az egyikük megkéri a mögötte tartózkodó nőt, hogy menjen hátra, és szóljon az utasoknak, hogy nemsokára leszállnak. Ms. Decker belép a rakodótérbe, és elmondja az Oceanic Six tagjainak, hogy nemsokára megérkeznek egy Honolulu melletti támaszpontra, ahol a családtagok már várják őket. A hölgy felhozza, hogy lesz egy kisebb sajtótájékoztató, de az Oceanic Légitársasággal nem kötelező beszélni. Jack szerint nem lesz probléma, csak szeretnének már túl lenni rajta. A nő távozása után Shephard emlékezteti társait a kitalált sztorira, és figyelmezteti őket, hogy az olyan kérdésekre, amikre nem tudnak/nem akarnak válaszolni, ne mondjanak semmit. Kis idő múltán a repülő leszáll, majd kinyílik a raktér rámpája. Odakint riporterek, katonák és tisztviselők álldogálnak, de a túlélőket csak a családjaik érdeklik. A helyszínen van Mr. és Mrs. Paik, Mrs. Shephard, Mr. és Mrs. Reyes. Hurley bemutatja szüleinek Sayidot, eközben Kate Aaron társaságában magányosan álldogál, őt nem várta senki.

### Jelen 1
A Szigeten a túlélők a telefonról és a helikopterről tanakodnak. Végül Dan tárcsázza a másik készüléket. Hallhatjuk, amint Keamy arra utasítja Franket, hogy tegye le a gépet, az Orchideáig hátralévő 5 mérföldet gyalog teszik meg. Jack megkéri Kate-et, hogy hozzon vizet, elsétálnak a gépig. Juliet figyelmezteti Shephardöt, hogy az elvérzés veszélye miatt nyugton kéne maradnia, a doki viszont tartani akarja magát az ígéretéhez, ami szerint mindenkit kijuttat a Szigetről. Daniel előkapja a táskájából a füzetét, és veszettül lapozgatni kezdi. Charlotte kérdezősködik, erre Faraday elmondja (közben megtalálta az Orchideáról szóló bejegyzését), hogy Keamy a másodlagos protokollt követi, ezért rögtön el kell hagyniuk a Szigetet.
Jack és Kate megállnak pihenni. A nő észreveszi, hogy a doki sebe vérezni kezdett, de a férfi szerint csak gennyről van szó. Hirtelen zajokat hallanak a fák közül, ezért előkapják a fegyvereiket. Miles lép ki a dzsungelből, őt követi Sawyer, kezében Aaronnal. James elmondja, hogy Claire eltűnt, hiába keresték, nem találták. Aztán megkérdezi, hogy mit keres a dokinál a telefon. Jack elmeséli, hogy a helikopter átrepült felettük, most azt keresik. Ford szerint inkább el kéne bújniuk, mert Locke-nak igaza volt, tényleg meg akarják őket ölni. Shephard visszaküldi társait a partra, aztán elindul a gép felé, Sawyer pedig dühöngve követni kezdi őt.

### Flashforward 2
A sajtótájékoztatón Ms. Decker elmondja a túlélők történetét: Belezuhantak az óceánba, aztán egy áramlat elsodorta őket a lakatlan Membata szigetre (Kis-Szunda-szigetek). A megmaradtak egy vihar által partra sodort mentőcsónakkal eljutottak Sumba szigetére, egy Manukangga nevű településre. Ott aztán értesítették az Amerikai Partiőrséget, akik értük mentek. Ezután a riporterek kapják meg a szót. Egy férfi Jacket a zuhanásról és a szigetre jutásról kérdezi. A doki elmondja, hogy párnák és mentőmellények segítségével 8-an jutottak el a szárazföldre. A következő kérdést egy nő teszi fel az egészségi állapotukról, aztán pedig megkérdezi Hurley-t, hogy mit kezd a 150 millió dollárjával. Hugo közli, hogy nem kell neki, mivel balszerencsét hozott. A soron következő koreai újságíró Sunt kérdezi a férjéről. Kwon felvilágosítja őt, hogy a férje nem jutott ki a süllyedő repülőgépről. Ismét a férfi kérdezi Austent Aaronról és a körözésről, Ms. Decker viszont eltereli a témát. A Hurleyt kérdező nő most Sayid felé fordul, hogy megkérdezze, lehetnek-e még túlélők. Jarrah szerint teljesen kizárt, hogy más életben maradt utasokat találjanak. Miután vége lett a sajtótájékoztatónak, Ms. Decker közli az irakival, hogy bizonyos Noor Abed Jazeem odakint várja. A férfi kimegy a hangárból, és meglátja szerelmét, Nadiat.

### Jelen 2
Sayid elérte a Szigetet, és elmondja a partiaknak, hogy hatosával visszaszállítja őket a hajóra, mielőtt a helikopteren lévők végeznének velük. Juliet tudatja a férfivel, hogy Jack éppen utánuk rohant.
Locke társaival az Orchidea nevű melegház felé tart, ahol végrehajthatják a Sziget elköltöztetését, ami egyébként az utolsó mentsvár a veszélyessége miatt. Ben megáll, félretol pár sziklát, majd előszed egy ládát egy résből. John kinyitja a tákolmányt, amiben egy doboz 15 éves keksz, egy távcső és egy tükör van. Utóbbit Benjamin elkéri, hogy aztán a Nap segítségével jeleket küldhessen a hegyre a Többieknek. Hamarosan érkezik is a válasz, a jelentését viszont Linus nem osztja meg a kopasszal.
A parton Dan felajánlja, hogy visszaviszi az embereket a Kahana fedélzetére, így Sayid Jack után mehet. Ezalatt megérkezik Miles és Kate Aaronnal. A nő odaadja Sunnak a babát, hogy vigye a hajóra, ő ugyanis segít Jarrahnak a nyomok követésében. A csónakot a túlélők beviszik az óceánba, hogy Jin, Sun, Daniel és még páran elindulhassanak.

### Flashforward 3
Sun meglátogatja az apját, aki épp egy súlyosnak látszó üzleti ügy miatt amúgy is paprikás kedvében van. Mr. Paik a lánya hogyléte felől érdeklődik, Sun azonban tudja, hogy a leendő unoka nem érdekli apját, hiszen Jint is gyűlölte. Mr. Paik dühbe gurul, a lánya fejéhez vágja, hogy tisztelnie kell őt. Mrs. Kwon felfedi, hogy az Oceanic Airlines igen tetemes juttatásokat fizetett neki, ebből a pénzből pedig részvénytöbbségbe került a Paik Nehézipari Vállalatnál, ezért most az apjának kell őt tisztelnie. A nő szerint apja volt az egyik ember, aki miatt a gépen ültek, tehát ő felelős Jin haláláért. Sun megemlíti, hogy a szülés után majd elbeszélgetnek a cégük jövőjéről.
Ezután Hurleyt láthatjuk, amint egy régi tragaccsal hazagurul a villájába. Belép a kapun, de nem lát, nem hall senkit. Szólongatja a szüleit, de nem érkezik válasz. Aztán suttogásokat hall az egyik ajtó mögül, ezért odamegy, felveszi a polcon álló Jézus-szobrot, majd kinyitja az ajtót. Azonban az udvaron nem betörőket talál, hanem rengeteg embert, akik mind az ő meglepetés születésnapjára jöttek. Miután tisztázódik a helyzet, Hugo beleveti magát a tengerparti stílust idéző buliba. Találkozik Kate-tel, Aaronnal, Sayiddal, Nadiaval. Aztán megjelenik az apja, aki félrehívja Hurleyt, hogy megmutassa az ajándékát, ami nem más, mint az a Camaro, amit még Hugo kiskorában akartak megjavítani. Az autó rendbe téve, kipolírozva áll a garázsban. Mr. Reyes elmondja, hogy eredetileg emlékműnek szánta, de mivel a fia mégiscsak él, ezért az ő tulajdona. A dagi beszáll apjával a verdába, hogy elvigyék egy körre. Milliomos barátunk már a slusszkulcsot is a helyére rakta, ekkor viszont meglátja a kilométerórán az átkozott számokat. Ettől berezel, kiszáll a kocsiból, majd elrohan.

### Jelen 3
Locke-ék még mindig az Orchidea felé gyalogolnak. Hurley felhozza, hogy ha sikerülne is elmozdítani a Szigetet, akkor valószínűleg a zsoldosok is együtt mozdulnának, és ez egy igen nagy probléma. Ben azzal nyugtatja, hogy már dolgozik az ügyön. Hugo felhívja társai figyelmét, hogy ő szeretne hazajutni, de John szerint ehhez már késő. Benjamin lejjebb ereszkedik, s megkéri kísérőit is, hogy tegyék ugyanezt, mivel elérték az Orchideát. Ezután a távcsővel kémlelni kezdi a környéket, és meg is látja a zsoldosokat, akik az épületet őrzik. Elmondja, hogy Charles Widmore pontosan tudja, hogy amit keresnek, odabent van. Locke már meg sem lepődik, hogy Linus anno hazudott neki erről, ezt szóvá is teszi.
A mentőcsónak eléri a Kahanát. Desmond és pár ember felsegítik a túlélőket, ezután pedig Daniel visszaindul a többiekért. Michael megjelenik, hogy közölje, megszerelte a motort, kipróbálhatják, hogy működik-e. Sun és Jin meghökkenve néznek az egykori társukra. Des felrohan a hídra, hogy elújságolja a hírt. A kormányos beindítja a motort, Hume pedig örömmel nyugtázza, hogy elindulhatnak a Sziget felé a 305-ös irányon. Ekkor viszont kiderül, hogy rádiós interferencia zavarja a fathométer adását, így nem tudják feltérképezni, hogy hol van zátony, tehát nem mehetnek közel a parthoz. Desmond értetlenkedik, hiszen a rádió felszerelések nem működnek. Így hát elindul, hogy megkeresse a probléma forrását.
Jack és Sawyer elérik a helikoptert, és észreveszik, hogy Franket odabilincselték a hátsó üléshez. Lapidus megkéri Jamest, hogy a hátsó szerszámosládából szedjen ki valamit, amivel kiszabadíthatják őt, hogy aztán elvihesse az embereket a Szigetről. A pilóta elmondja, hogy Keamyék egy melegházhoz mentek, ahol elkaphatják Linust. Ford megérdeklődi, hogy mit tesznek azokkal, akik Bennel vannak, s mikor megtudja, hogy semmi jót, kiböki a dokinak, hogy Hurley is ott van.

### Flashforward 4
Christian Shephard búcsúztatását láthatjuk (az O6 is jelen van), de mivel nincs mit eltemetni, ezért Jack elmondja a nagyon rövid búcsúbeszédét, utána pedig már vége is van a ceremóniának. A kapunál elbúcsúznak a jelenlevőktől, majd Mrs. Shephard is távozik. Kate és a doki beszélgetni kezdenek, ekkor viszont odamegy hozzájuk egy nő, aki négyszemközt szeretni beszélni az ifjabb Shepharddel. A hölgy szerint Christian miatta volt Ausztráliában a halála idején. Ő kórházban volt, ezért csak a lányát tudta meglátogatni. Jack közli, hogy az apjának nem volt lánya, a nő viszont bizonyítékként felhozza a halott híváslistáját. Aztán az is kiderül, hogy a titokzatos testvér is a 815-ös járaton utazott, a neve pedig Claire volt. A doki meginog a név hallatán. Claire anyja részvétét fejezi ki, majd odalép Kate-hez, hogy elmondja, gyönyörű a kisfia.

### Jelen 4
Michael azt ecseteli Sunnak, hogyan jutott haza New Yorkba. Eladta egy szigeten Ben csónakját, aztán potyautasként hazarepült Walttal, de senkinek sem árulták el kilétüket. Most pedig visszatért, hogy segítsen a hátrahagyott társainak. A beszélgetést Desmond zavarja meg, aki Dawsonért kiált. Lemennek az egyik kabinba, ahol egy rakás C4-et találnak a fal mellé pakolva.
Kate észreveszi, hogy a nyomok, amiket követtek, nem a keresett személyeké. Ezek a valakik a hátuk mögé kerültek. Sayid elüvölti magát, hogy jöjjön elő, aki követi őket. A fák közül ki is lép Richard Alpert. A túlélők fegyvert fognak rá, ekkor viszont körülöttük megjelennek a Többiek, fegyverrel a kezükben. Végül Alpert elveszi Kate-ék fegyvereit.
Ben megkéri Johnt, hogy figyeljen rá, mert nem fogja elismételni, amit mondani fog. Elmondja, hogy miután Locke bemászott a lyukon, el kell fordulnia balra. Menjen 20 lépést, aztán látni fog egy flamingóvirágot a bal oldalon, amik egy mélyedésben vannak az északi fallal szemben. A kopasznak azon fal felé kell fordulnia, majd le kell nyúlnia a bal kezével. Találni fog egy kapcsolót, minek segítségével elindíthatja a felvonót, ami leviszi őt az igazi Orchidea állomásra. John felhozza, hogy neki kimaradt az a rész, amiben Benjamin elmondja, mit tegyen a benti fegyveresekkel. Linus közli, hogy majd ő gondoskodik róluk. Ezt követően Ben kimászik a bozót mögül, és elindul a melegház felé.
Elindul egy remek aláfestő zene, majd képeket láthatunk a különböző helyszínekről, szereplőkről. Sun Aaronnal a kezében kijön a Kahana fedélzetére. Jack és Sawyer elindulnak az Orchidea felé, míg Lapidus a helikopternél ügyködik. Alpert és a Többiek a lefegyverzett Kate-et és Sayidot elviszik valahova. Locke és Hurley Benjamin nézik, amint felemelt kézzel a melegház felé sétál. Megjelennek a zsoldosok, s fegyvert fognak Linusra. Keamy a célszemélyhez sétál, aki bemutatkozik neki, és közli, tudja, hogy őt keresik. A katona a pisztolyát Ben fejének szegezi, aztán leüti őt.

## Második rész

### Az előző részek tartalmából
Jack felelősséget vállalva Sawyer társaságában elindult a helikopter felé. Michael, Desmond és Jin a hajó egyik kabinjában egy nagy rakás C4-et találtak. A doki megtudta, hogy a zsoldosok egy melegházhoz mentek, hogy elkapják Bent. Hurley, Locke és Benjamin az Orchideához tartottak, hogy elmozdítsák a Szigetet. Mivel a katonák már odaértek, Linus elterelésként feladta magát, hogy John zavartalanul lejuthasson az állomásra. Kate és Sayid eközben a Többiek fogságába estek. A jövőbeli sajtótájékoztatón Jarrah elmondja, hogy már nem fognak több túlélőt találni. A szakállas Shephard egyedüliként elmegy egy temetkezési vállalathoz, hogy búcsút vegyen valakitől. Ezután a reptér mellett találkozik Kate-tel, hogy kiborulva közölje, vissza kell térniük a Szigetre. Azonban a nő nem veszi komolyan Jacket, így elhajt.

### Flashforward 1
A történet ott folytatódik, ahol a harmadik évad végén abbamaradt. Austen lefékez az autóval, és visszatolat a dokihoz. Lekiabálja a fejét, amiért két napon keresztül gyógyszeresen hívogatta, és elrángatta, hogy megmutassa Jeremy Bentham gyászjelentését. Kate elmondja, hogy Jeremy meglátogatta őt, de ő már akkor tudta, hogy őrült, ellenben Jackkel, aki hitt neki. Shephard szerint ez az egyetlen mód arra, hogy megvédje a nőt és Aaront. Erre Austen ad egy pofont a férfinek, mert miatta kell magyarázkodnia a gyereknek, hogy miért nincs velük. Aztán tudatja, hogy 3 éve próbálja elfelejteni a megmenekülésük napját, erre a doki vissza akarja őt rángatni. Miután mindezt elmondta, Kate visszaszáll az autójába, és hazahajt.

### Jelen 1
Jack és Sawyer elérik az Orchideát, de egyelőre tanácstalanul várakoznak. Ekkor meghallják Hurleyt, aki épp könnyített magán. Rövid üdvözlés után Hugo elvezeti őket Locke-hoz.
Desmond katonai múltjának segítségével megállapítja, hogy a C4 csak akkor robban fel, ha megkapja az aktiváló jelet. Majd Jin kérdésére válaszolva elmondja, hogy akármit is csinálnak a bombával, felrobban.
John elmondja a dokinak, hogy alattuk egy Dharma állomás van, ahova le akar jutni. Mivel szeretne Jackkel négyszemközt beszélni, megkéri Hurleyt és Jamest, hogy hagyják őket magukra. Shephard azonban a helikopterhez akar menni, de Hugo elmondja, hogy Ben megadta magát, és a zsoldosokkal együtt oda tart, így nem kellene velük találkozni.
Keamy érdeklődik Benjaminnál, hogy miért olyan fontos Widmore-nak. Linus visszakérdez, hogy Charles parancsa volt-e Alex megölése. Azonban mielőtt választ kaphatna, Martin észreveszi, hogy Lapidus a bilincsét bütyköli, és egyből gyanút fog, hogy valaki járt ott. Ekkor viszont zajokat hallanak a fák közül, majd nemsokára meglátják a rohanó Kate-et, akit elmondása szerint a Többiek üldöznek. Keamy három társát elküldi a terület biztosítására, ő maga pedig a foglyok közelében marad. Hamarosan suttogások ütik meg fülüket, ezután pedig megindulnak az események. Egyik katonára rávetődik egy ember, majd megöli. Egy másikat kigáncsolnak, azonban esés közben lövöldözni kezd. Megkezdődik a tűzpárbaj, jó pár zsoldos meghal. Ben és Austen futásnak erednek, Keamy pedig utánuk ered, de előbb átrúgja a felé dobott gránátot Omarhoz, aki el is repül a robbanástól. Benjamin elesik, Kate felsegíti, de Martin már nagyon közel van hozzájuk. Sayid előbukkan a semmiből, és leteperi a katonát. Verekedni kezdenek, eldördül pár lövés, de a pisztoly hamar arrébb repül. Előkerül egy kés is, amit az iraki belemárt ellenfelébe. Következő fegyverként egy botot használ Jarrah, de Christopher leszereli, s a túlélő nyakának szorítja a husángot. Ekkor megjelenik Richard, hogy 4 golyót eresszen a zsoldos hátába. Miután elült a balhé, Kate kiszabadítja Ben megkötözött kezét, a férfi pedig megköszöni Alpertnek a segítséget. Majd megtudja, hogy a Többiek megígérték a túlélőknek, a mentőakció után elhagyhatják a Szigetet. Ezt Linus tudomásul veszi, és jó utat kíván.

### Flashforward 2
Hurleyt az elmegyógyintézetben meglátogatja Walt. Elmondja, hogy csalódott, mert senki sem látogatta meg az Oceanic Hatok közül, viszont Jeremy Bentham volt nála. Azt azonban nem érti, hogy a megmenekültek miért hazudnak. Hugo felvilágosítja, hogy csak így védhetik meg azokat, akik nem jutottak ki, mint Michael.

### Jelen 2
Sawyer távolról figyeli Jackék párbeszédét. Reyes megköszöni, hogy visszajöttek érte. Aztán Claire és Aaron felől érdeklődik, mire James elfordul. Időközben John arról próbálja meggyőzni a dokit, hogy maradjanak, ő viszont mindenáron menni akar. Locke ismét megemlíti, hogy okkal vannak a Szigeten, és ha Shephard elmegy, ez a tudat felemészti őt, míg vissza nem akar térni. A kopasz látja, hogy nem fogja elérni a célját, ezért megkéri Jacket, hogy hazudjanak a külvilágnak a Szigeten történtekről, így megvédhetik azt. A sebész szerint nem kell semmilyen védelem, hiszen csak egy szigetről van szó. John viszont úgy véli, hogy ez a csodák földje, de az orvos szerint csodák nem léteznek. Ben előlép a dzsungelből, s megmutatja Locke-nak a rejtett bejáratot. A doki értetlenkedik, ám Linus felhívja a figyelmét, hogy a partiak már a hajó felé tartanak, és jobb lenne, ha ők is egy órán belül ott lennének a helikopterrel. Benjamin belép a felvonóba, John pedig utoljára megkéri Shephardöt, hogy hazudjon a világnak. Ezután ő is beszáll a liftbe, így elindulhatnak lefelé.
Michael egy tartály folyékony nitrogénnel próbálja megoldani a bomba problémáját. Sun megállítja, hogy megkérdezze, minden rendben van-e odalent. Mic felajánlja, hogy felküldi Jint, neki nem kell velük lennie. A nő végezetül elmondja, hogy terhes. Dawson leviszi a tartályt a kabinba, és elmondja tervét a többieknek: lefagyasztják az akkumulátort, ami így nem tud áramot küldeni a C4-eseknek. Az viszont fejfájást okoz, hogy nincs több folyékony nitrogén. Des felhozza, hogy akkor kellene lehűteni az akksit, amikor pirosra vált a lámpa. Michael viszont közli, ha ez hűtetlenül megtörténik, akkor minden felrobban. Desmond megkéri Jint, hogy készítsen neki egy vázlatot arról, melyik kábel hova tart.
Daniel visszaért a motorcsónakkal a Szigetre, hogy összeszedje a következő csoportot. Odamegy Mileshoz és Charlotte-hoz, mert szeretné, ha vele tartanának, ám Straume maradnia akar. Miután Dan odébbállt, a médium felhozza, furcsállja, hogy Lewis el akarni menni, miután annyi időt töltött azzal, hogy visszataláljon.
Benék megérkeznek az igazi Orchideába. Locke egyből rákérdez, hogy ez-e a varázsdoboz, de Benjamin nemmel válaszol. John még tovább kérdezősködne, mire Linus berakja neki az állomás tájékoztatóját, mondván, abból mindent megtudhat. Ő addig kinyitja a „barlangot”, és mindenféle fémtárgyat pakol bele, holott a video külön felhívja a figyelmet arra, hogy ez tiltott. A kopasz megérti, hogy az Orchideában olyan berendezés van (a „barlang”), minek segítségével élőlényeket lehet időben és térben áthelyezni a Casimir-effektust kihasználva. A magnó hirtelen elkezdi visszacsévélni a kazettát, Locke nem tudja megállítani. Ezután John felhívja Ben figyelmét, hogy nem szabad fémet rakni a barlangba. Ám rövid kis beszélgetésüket félbeszakítja a felvonó ajtajának záródása, majd a lift elindulása.
Jack, Sawyer és Hurley odaértek a helikopterhez. James segít Franknek kiszabadulni a bilincsből, így elindulhatnak a hajóra. A doki megígéri, hogy miután biztonságban elérték a fedélzetet, visszajönnek megkeresni Claire-t.
Az Orchidea felvonója ismét leér az állomásra, majd kilép belőle a véres Keamy, kezében egy késsel. Bent szólongatja, hergeli, hogy előbújjon a rejtekhelyéről, közben elmeséli, hogy a kezén lévő szerkezet a pulzusát méri, ami ha megszűnik, a hajó felrobban. Linus azonban nem jön elő, helyette Locke lép Martinhoz, és megkéri, hogy tegye el a kést, vitassák meg békében a dolgokat. A zsoldos már támadna, mikor Benjamin előugrik a szekrényből, leszereli a katonát, s a kést beleszúrja a torkába. A kopasz egyből Keamyn próbál segíteni, hogy ezzel megmentse a hajón lévőket, Bent viszont nem érdekli a sorsuk.
Charlotte felkeresi Dant, hogy közölje, ő is a Szigeten marad. Daniel próbálja győzködni, de nem ér el semmit. Lewis elmondja, azért nem megy, mert még mindig azt a helyet keresi, ahol megszületett. A nő ad egy puszit a fizikusnak, aztán elsétál. A férfi csalódottan a csónakhoz baktat, hogy elinduljon a túlélők egy részével a hajóhoz. Juliet megígéri, hogy ők még itt fognak rá várni, mikor visszajön. Dan furcsán helyesel, majd elindul a csoporttal a közeli Kahanára.
A kabinban Michael már jegesre fagyasztotta az akkumulátort, de a tartály már csak negyedéig van. Des úgy véli, megtalálta a megfelelő kábelt, és már épp elvágná, de Jin felhívja a figyelmét, hogy az ominózus drót a C4-be vezet, tehát felrobbanna. Mic egyetlen megoldásnak látja, ha mindenkit eltüntetnek a fedélzetről.
Frank észreveszi, hogy fogy az üzemanyag, mivel egy golyó lyukat ütött a benzintartályon, így nem bírnák ki a hajóig. Azt javasolja, hogy menjenek vissza a Szigetre, de Jack óva inti ettől, mert ott amúgy sem találnának kerozint. Ezért minden felesleges súlyt kidobnak a helikopterből, de az még mindig nem elég könnyű. Sawyer valamit odasúg Kate-nek, s megkéri, hogy tegye meg neki. Azután megcsókolja, majd kiugrik a gépből a tengerbe.

### Flashforward 3
Sayid egy embertől megkérdezi, hogy mennyi az idő, de mielőtt az kimondaná a választ, az iraki beléereszt pár golyót, majd belép a Santa Rosa elmegyógyintézetbe. Felmegy Hurley szobájába, hogy megkérje, tartson vele egy biztonságos helyre. Hugo nem egyezik bele, mert már rég látta barátját. Jarrah szerint a körülmények megváltoztak, Bentham meghalt. Reyes ledöbben, s meg is tudja, hogy állítólag öngyilkosság történt. Megkéri Sayidot, hogy ne Benthamnek szólítsa, hanem az igazi nevén, a férfi azonban félbeszakítja. Szerinte figyelik a dagit, épp az előbb ölte meg az egyik őrszemet. Hurley közli, hogy már elég baj az, hogy halottakkal cseveg, nem akar még paranoiát is. Hugo megkérdezi, hogy a Szigetre mennek-e vissza, de megtudja, hogy csak egy biztonságos helyre. Ebbe beleegyezik, de mielőtt távozna, elköszön attól a valakitől, akivel sakkozott. Ez a valaki pedig nem más, mint a csak Reyes által látott Mr Eko.

## Harmadik rész

### Jelen 1
A helikopteren Sayid érdeklődik a hajó holléte felől, mire Lapidus azt feleli, valószínű, hogy ismét mozgásban van. Az iraki nyugtalan az üzemanyag mennyisége miatt, erre Frank megjegyzi, hogy kb. 4-5 percre elegendő, kivéve, ha valakinek még kedve lenne kiugrani a gépből. Kate el van keseredve Sawyer miatt. Jack megígéri neki, hogy visszamennek érte, mihelyst megtalálják a Kahanát. Az egyik pillanatban Hurley megpillantja a hajót, és felhívja a többiek figyelmét, hogy épp mögöttük van.
Az Orchidea állomáson Locke próbálja életben tartani Keamyt, annak tudatában, hogyha ő meghal, akkor a hajón tartózkodó embereknek is vége. Ben nem ennyire segítőkész, őt nem érdekli a több tucat ártatlan sorsa. Miközben Martin haldoklik, felhívja Linus figyelmét arra, hogy bárhová próbál elbújni, Widmore megtalálja. Ben ekkor fölé hajol, és közli, hogy ő hamarabb fogja megtalálni az öreget. A zsoldos John próbálkozása ellenére életét veszti, a kezén lévő berendezés pedig aktiválja a hajón elhelyezett bombát.
Michael találékonyságának köszönhetően a C4 nem robban fel az aktiválást követően, Dawsonék tovább próbálkoznak az akkumulátor hűtésével. Jól tudják, hogy bajban vannak, ezért Mic közli a társaival, hogy hagyják el a hajót, menekítsenek ki mindenkit. A tartály már csak kb 5 percre elegendő nitrogént tartalmaz. Jin mindezek ellenére maradni akar, viszont Dest elküldi. Hume felrohan a fedélzetre, ám amikor felér, meghallja a helikoptert, ami készül leszállni. A férfi próbálja jelezni társainak, hogy forduljanak vissza, mert bomba van a hajón, de a gépen lévő embereknek nincs más választási lehetőségük, ugyanis az üzemanyag elszivárgott. Miután Frank leteszi a gépet, gyorsan betapasztja a lyukat a tartályon, és utasítja a túlélőket, hogy tankoljanak. Miután a nitrogéntartály az utolsókat rúgja, Michael felküldi Jint is. A fedélzeten Shephardék próbálják rendbe tenni a helikoptert. Sun Aaronnal a karjában próbálja megtalálni a férjét, de Kate visszahozza, közölve vele, hogy nincs több idejük. Utasítja a koreai nőt, hogy a babával szálljon fel a gépre, majd ő megkeresi Jint és Dawsont. A koreai próbál kijutni a fedélzetre, eközben Frank felszállni készül. Jack elcsípi Kate-et és azonnal a helikopterre küldi. A lány ellenkezik, hiszen Kwon még bent van, de a doki közli vele, hogy kifutnak az időből, menniük kell. Így a madárka az Oceanic Hatok tagjaival és Desmonddal az utastérben felemelkedik. Michaelnek elfogy a nitrogénje, így azon morfondírozik, mivel tudná még késleltetni a robbanást. Ekkor megjelenik Christian Shephard, és közli a férfival, hogy most már elmehet. Ezt követően egy hatalmas detonáció következik be, ami a víz alá küldi a Kahanát. Sun ezt látva hisztériába kezd, de a többi túlélőnek is fájdalmas a látvány, hogy nem tudták kihozni Jint, és az egyetlen menekülési lehetőségük is odaveszett. A nő úgy hiszi, hogy férje még odalent van, de a doki közli vele, hogy a férfi meghalt. A géppel ezután a Sziget felé veszik az irányt.

### Flashforward 1
Sun Londonban sétálgat, mikor megcsörren a telefonja. Az anyja keresi, aki a már cseperedő Ji Yeonra vigyáz. Ms Kwon megnyugtatja édesanyját, hogy még aznak este elindul, de előbb elintéz valamit. Meg is látja Widmore-t, így odalép hozzá. Üdvözlik egymást, majd Charles felhozza, hogy még tartozik egy vacsorával Mr Paiknak. A nő közli, tudja, hogy az öreg tud arról, hogy hazudtak a katasztrófa után történtekről, valamint arról is, hogy nem csak ők hatan jutottak ki. Épp ezért közös érdekeik vannak, és szövetségre léphetnének. Widmore megkérdezi Kwont, miért segítene neki, azonban a kérdezett válasz nélkül elsétál.

### Jelen 2
John az Orchideában felelősségre vonja Bent a tette miatt. Linus azzal védekezik, hogy az érzelmei elhomályosították a gondolkodását, de Locke majd biztos szét tudja ezt a két dolgot választani. Ezután bezárja a barlang ajtaját, bebújnak egy asztal mögé, hogy aztán Benjamin elindítsa a teleportációt. A fém tárgyak berobbannak, és lyukat ütnek a falba, ami mögött egy járat válik láthatóvá.
Juliet magányosan rumot iszogat a parton. Sawyer kiúszik a partra, és csatlakozni akarna az ünnepléshez, a doktornő viszont felhívja a figyelmét a felrobbant hajóra.
Ben felvesz egy vastag télikabátot (ami a 4x09-ben, a sivatagban is rajta volt), de Johnnak nem ad, mivel ő nem megy vele. Locke kiborul, hiszen Jacob őt kérte fel a Sziget mozgatására, Benjamin viszont elmondja, hogy csak ő tudja, hogyan kell ezt megtenni, valamint Jacob is így akarta, hiszen aki elköltözteti a Szigetet, soha nem térhet vissza. Linus megkéri a kopaszt, hogy menjen fel, és 3 kilométerre megtalálja a Többieket, akik már várják, hogy követhessék az utasításait, hogy megosszák vele a tudásukat. Ezután kezet nyújt, és elnézést kér azért, mert megkeserítette John életét. A férfi megbocsát, viszonozza a gesztust, majd megkérdezi, hogy mit parancsoljon az új népének. Ben szerint ezt ő tudni fogja, ahogy mindig is tudta. Locke megtalálja Alpertéket, akik már valóban vártak rá. Richard üdvözli őt az igazi otthonában. Eközben Linus az üregben mászva elér egy jéggel fedett üreget. Betöri a jégpáncélt, aztán elkezd mászni a létrán, de leesik, így felsérti a karját (a 4x09-ben látható is a sebe). Egy fagyos teremben landol, ahol egy hieroglifákkal díszített kőtömbről levesz egy lámpást, aminek fényében megvizsgálja sebét. Aztán tekintete egy hatalmas fagyott kerékre esik, ami a falból áll ki. Odamegy, megfogja a szerkezetet, fölnéz, és abbéli reményét fejezi ki, hogy Jacob örül. Nekirugaszkodik a hajókormányra emlékeztető tárgynak, de az nem mozdul, ezért egy feszítővassal letakarítja a fal felőli oldalán lévő jeget. A szerszám segítségével ismét megkísérli a mozgásba hozást, de még mindig nem sikerül. Ezért ráhasal a kerék egyik rúdjára, és úgy próbálja eltolni azt. A módszer sikerrel jár, a 2. évad végéről (Hattyú felrobbanása) már ismert hanghatás újra előjön, ezt mindenki meghallja a környéken. Ben még egy kicsit megtolja a szerkezetet, közben a fal mögül aranyszínű fény szűrődik ki. A következő pillanatban pedig a völgyből hatalmas, vakító fény szabadul ki, az ég pedig ismét belilul.
A helikopteren lévők a fényhatás után csak annyit látnak, hogy a Sziget eltűnt, helyén már az óceán hullámzik. Kétségbeesve kutatják a partot, de sehol sem látják. Az üzemanyag elfogy, a gép zuhanni kezd. Az utasok felveszik a mentőmellényeket, Sayid pedig kidobja a mentőcsónakot. A madárka becsapódik a vízbe, a rajta utazók pedig a mentőcsónak felé veszik az irányt. Desmond eszméletét vesztette, ezért Jack szívmasszázst alkalmaz. Pár másodperc múlva Hume magához tér, kiköhögi a lenyelt vizet.

### Flashforward 2
Kate házában éjjel megcsörren a telefon. Felveszi, de csak egy hangot hall, ami visszafelé beszél. Aztán meghallja egy ajtó nyikorgását, ezért előkapja a szekrényébe elrejtett pisztolyt, majd a zaj forrása felé indul. Beront Aaron szobájába, ahol az ágy mellett ül valaki. Ez a valaki pedig nem más, mint Claire. Littleton először visszafogja magát, de utána ráüvölt Austenre, hogy ne merészelje a gyereket visszavinni a Szigetre. Szeplőske felriad álmából, átszalad a kisfiúhoz, hogy megnézze, minden rendben van-e. Miután meggyőződött arról, hogy nincs ott senki, megfogja a fiú kezét, és sírva bocsánatot kér.

### Jelen 3
Már besötétedett, mikor Frank egy hajó lámpáinak fényét veszi észre a közelben. Elkezdenek üvöltözni, és a jármű meg is fordul, hogy felvegye őket. Jack közli, hogy hazudniuk kell a zuhanás után történtekről. Lapidus nem érti az egészet, a doki azonban elmagyarázza, hogy valaki úgy állította be az egészet a megtalált ronccsal, mintha meghaltak volna, így ha kiderül, hogy élnek, és az a roncs nem is az Oceanic 815-é, akkor bajok lehetnek, még a Szigeten hagyottakat is bánthatják. A túlélők szerint nem fog sikerülni a hazugság, de Shephard megkéri őket, hogy hadd beszéljen ő. A fedélzetről lenéz egy ember, aki a 2. évad végén látott sarkvidéki kutatóállomásról lehet ismerős. Miután szemügyre vette a csónak utasait, Ms Widmore után kiált. Desmond gyanút fog, és sejtése be is igazolódik, mikor meglátják egymást Pennyvel. Des felmászik, Penelope pedig lesiet a férfihoz. Megölelik, megcsókolják egymást, aztán a nő elmondja, hogy bemérte Hume hívását, így talált rájuk. Az örömteli találkozás után a volt katona bemutatja társait, Jack pedig megkéri Ms Widmore-t, hogy beszéljenek pár dologról.
Egy hét múlva: Hurley még egyszer megkérdezi Sayidtól, hogy mi is annak a bizonyos helynek a neve. Az iraki elmondja, hogy Membata. Hugo nem érti, hogy miért kell majdnem 5000 kilométert megtenni azért, hogy egy másik szigetre jussanak. Jarrah felvilágosítja, hogy csak így tudják megvédeni a Szigeten hagyott embereket. Frankék a vízre bocsátanak egy mentőcsónakot, majd kapnak két fadeszkát is evezőnek. Jack megkérdezi, hogy mennyi ideig fog tartani az út. A pilóta szerint optimális esetben 8-9 óra, ez még a kellő leégéshez is tökéletes időtartam. A doki poénosan sohaviszontnemlátást mond Lapidusnak, aztán pedig Desmondtól is búcsút vesz, de előbb megkéri, hogy ne hagyja, hogy megtalálja valaki (gondolom Charles Widmore). Az Oceanic Hatok tagjai elbúcsúznak Pennyéktől, hogy a csónak és a deszkák segítségével pár óra múlva partot érjenek egy halászfalunál.

### Flashforward 3
Ismét a szakállas Jacket látjuk, aki éjjel visszatér a temetkezési vállalat épületéhez. Mivel az ajtót bezárva találja, leüti a kilincset. Ezt követően az egyik teremben felkapcsolja a lámpát, majd odalép "Jeremy Bentham" koporsójához, s felnyitja. Pár másodperc múltán azonban megjelenik Ben. Megkérdezi a dokit, Jeremy elmondta-e, hogy ő is elhagyta a Szigetet. Aztán érdeklődik, hogy mikor látogatta meg őt, és mit mondott. Shephard közli, egy hónapja Bentham azt mondta neki, hogy miután saját hibájából elhagyta a Szigetet, nagyon rossz dolgok történtek. Éppen emiatt kell visszatérnie. Benjamin tudatja, azért érkezett, hogy elmondja, a Sziget nem engedi, hogy ezt egyedül tegye meg, mindenkinek vissza kell mennie. Jack szerint ez lehetetlen, hiszen azt se tudja, hol van Sayid, Sun haragszik rá, Hurley őrült, Kate pedig nem beszél vele. Linus úgy véli, ezen tud segíteni, és még pár ötlete is van, hogyan tegyék meg a visszautat. A doki bólogatva távozna, ám Benjamin utána szól, hogy mindenkinek mennie kell, tehát a koporsóban lévő személyt is magukkal kell vinni. A páros az említettre néz. A kamera az asztal mögül felemelkedik, mi pedig meglátjuk a halott Locke-ot.

## Pár érdekesség a fináléról
A sajtótájékoztatós jelenetet kibővítették azzal, hogy Jack három embert megemlít, akik az óceánon hánykolódás közben meghaltak, vagy pedig a szigeten vesztették életüket. Ez a három személy: Boone, Libby, Charlie.
Kate telefonos jelenetének szövegét valaki visszafelé lejátszotta, így az alábbit kapta eredményül (magyarra fordítva): A Szigetnek szüksége van rád… Vissza kell menned, mielőtt túl késő lesz…
A koporsós jelenetet három különböző személlyel forgatták le: Locke, Sawyer, Desmond. Végül John mellett döntöttek, ahogy tervezték is.
|  | Itt a vége a cselekmény részletezésének! |